# Wzdów

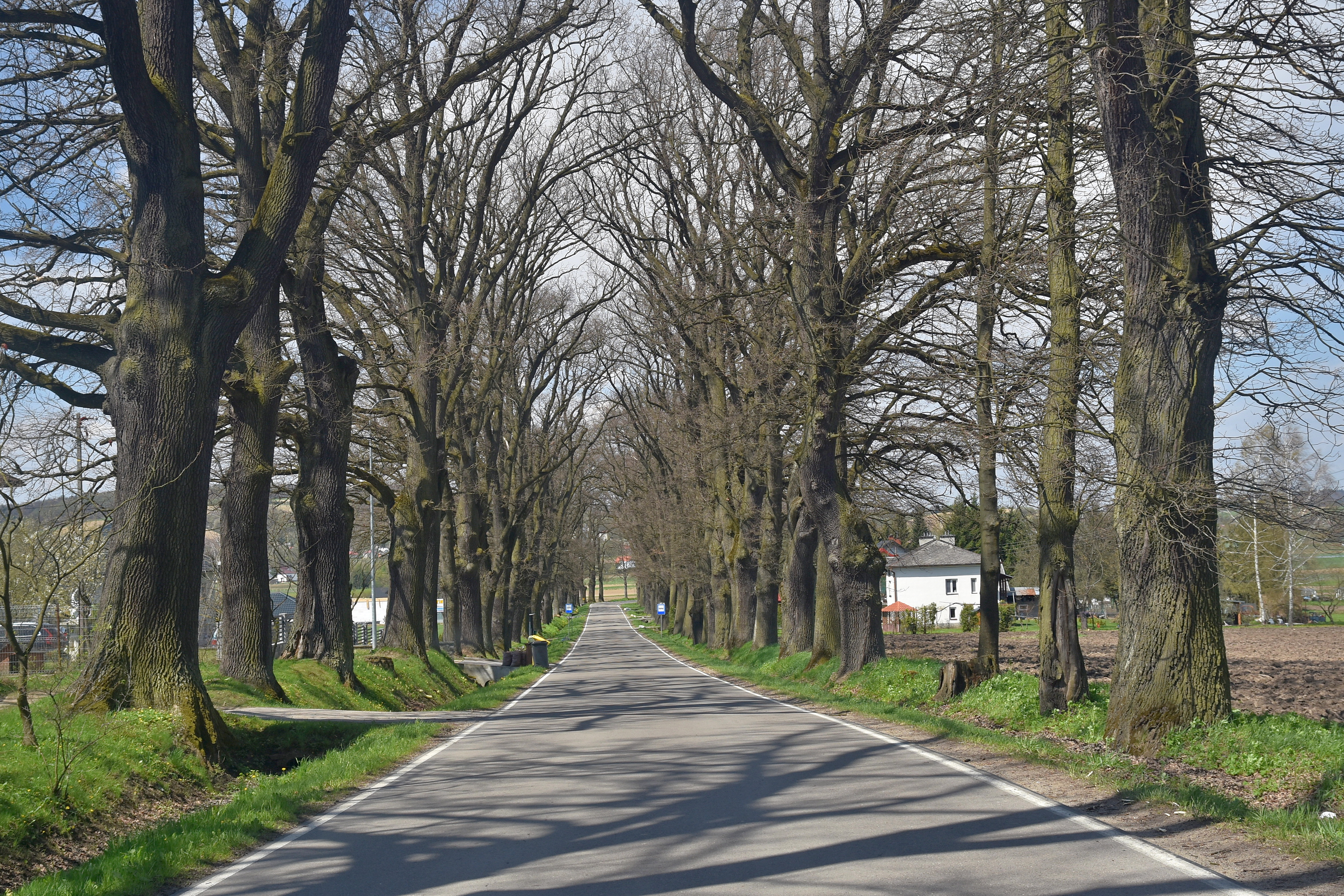
Aleja

Wzdów – wieś w Polsce położona w województwie podkarpackim, w powiecie brzozowskim, w gminie Haczów. W latach 1975–1998 administracyjnie należała do województwa krośnieńskiego.

## Historia
Pierwsze wzmianki o Wzdowie pochodzą z 1402 roku, kiedy właścicielem wsi był Piotr Wzdowski. Do rodu Wzdowskich wieś należała do XVII wieku. W XVIII właścicielką była krajczyna koronna Teresa z Ossolińskich Potocka, od której zakupił ją w 1794 roku Michał Ostaszewski, jeden z przywódców konfederacji barskiej na Podkarpaciu. W 1823 r. dobra we Wzdowie odziedziczył jego wnuk Teofil Ostaszewski, działacz społeczny i gospodarczy (w połowie XIX wieku był właścicielem posiadłości tabularnej Wzdów z Wygodą), a po nim jego syn Adam, wynalazca i autor przebudowy pałacu wzdowskiego.
W roku 1883 jeden z pierwszych w Galicji ludowych zespołów amatorskich w Jasionowie, wystawił we wzdowskiej stajni wyścigowej Teofila Ostaszewskiego sztukę Władysława Ludwika Anczyca "Flisacy". Organizatorem tego amatorskiego ruchu teatralnego był syn miejscowego organisty i nauczyciela szkoły parafialnej Adam Froń. W 1911 r. odbyło się tu przedstawienie Wesela Wyspiańskiego.
W 1885 roku Ostaszewscy gościli we Wzdowie Oskara Kolberga.
Przez 47 lat, do 1 stycznia 2006, Wzdów był siedzibą Małopolskiego Uniwersytetu Ludowego (przeniesionego do Woli Sękowej).

## Ludzie związani ze Wzdowem
- Zbigniew Białecki (wynalazca)
- Emma Ostaszewska – działaczka społeczna.
- Adam Ostaszewski - naukowiec i wynalazca.
- Kazimierz Ostaszewski – hodowca koni wyścigowych.
- Michał Ostaszewski – konfederat barski.
- Stanisław Ostaszewski – przemysłowiec i wynalazca.
- Sebastian Ostaszewski – ziemianin.
- Teofil Wojciech Ostaszewski – ziemianin, autor programu zniesienia pańszczyzny.
- Jan Sadowski – oficer WP.
- Gabriel Kobylak - wychowanek lokalnego klubu LKS Wzdów, obecnie piłkarz Legia Warszawa.